# Dominion (группа)
Статью об австрийской группе Dominion III см. Dominion III.
Dominion — британская группа родом из Торнхилла, Дьюсбери, играющая смесь из стилей дэт-метала и дум-метала. Особенностью группы стали вокалистка Мишель Ричфилд и два вокалиста, Масс Фирт и Арно Кэгна. Группа выпустила два альбома в конце 1990-х на лейбле Peaceville Records, после чего распалась.

## История группы

### Blasphemer (1990—1995)
Первоначально группа называлась «Blasphemer» (с англ. «Богохульник»). В этот период группа играла практически чистый дэт-метал. Состав был следующим:
- Кристиано Кэгна — гитара, вокал
- Мэттью «Масс» Фирт — гитара, вокал
- Джейсон Райт — бас-гитара
- Эндрю Миллер — ударные

В 1992 году группа самостоятельно записывает и выпускает свою первую демозапись, получившую название «Demo 92». В 1994 году группа выпускает новое демо «Dominion», записанное на студии Academy Studios. В 1995 году вышло их третье демо «Demo 95», на котором в тематике песен основной упор был сделан на сатанизм и антихристианство. После выхода этого демо группа сменила название на «Dominion».
В 2001 году Масс Фирт на собственные деньги выпустил компиляцию «Blasphemer Demos 92-95», состоящую из песен этих демозаписей.

### Смена названия и распад (1995—1997)
Вместе с названием группы изменилось и жанровое направление музыки, исполняемое группой. Теперь ею стала смесь дэт-метала и дум-метала с элементами грув-метала. Кроме того, группа в качестве основного вокала предпочла женский, что на тот момент было весьма неординарным событием. Вокалисткой стала Мишель Ричфилд. Кроме того, изменения коснулись и остального состава группы: Билл Лоу заменил Эндрю Миллера, а Дэнни Норт — Джейсона Райта. В этом составе группа записывает и выпускает два альбома: Interface (1996) и Blackout (1997).
После выхода второго альбома группа распалась.

### Threshold A Retrospective (2006)
В 2006 бывший лейбл группы Peaceville решил выпустить 18-трековый сборник под названием «Threshold A Retrospective» (с англ. «Порог ретроспективы»). В него вошли песни с альбомов Interface и Blackout, в дополнение к песням, вышедшим ранее на сборнике «Under the Sign of the Sacred Star» (с англ. «Под знаком священной звезды»), выпущенным также лейблом Peaceville. Кавер-версия песни «Shout» группы Tears for Fears, первоначально вышедшая на сборнике «Peaceville X», стала уже классикой в метал-клубах по всей Великобритании. Данный сборник 2006 года получил множество положительных отзывов в прессе, кроме того «Dominion» получила «KKKK» (из возможных 5 «K») в одной из рецензий журнала Kerrang!, который назвал группу «пионерами брит-метала и группой, выглядящей как полные отморозки» (ориг. «Brit Metal Pioneers and a criminally overlooked band»). Впоследствии песня «Release», которая первоначально была представлена на альбоме «Blackout» выходила на CD журнала «Metal Hammer». Группа получила множество положительных откликов, несмотря на её распад.

### Дальнейшие пути участников
Барабанщик Билл Лоу некоторое время играл в группе My Dying Bride. Ричфилд и Норт впоследствии создали группу «Sear». Фирт сейчас играет в дэт-метал-группе Nailed.

## Участники

### Основной состав
- Мишель Ричфилд — вокал
- Мэттью «Масс» Фирт — вокал, гитара
- Кристиано «Арно» Кэгна — вокал, гитара
- Дэнни Норт — бас-гитара
- Билл Лоу — ударные

### Бывшие и временные участники
- Эндрю Миллер — ударные
- Джейсон Райт — бас-гитара

## Дискография

### Blasphemer
- «Demo 92» (кассета, 1992)
- «Dominion» (кассета, 1994)
- «Demo 95» (кассета, 1995)
- "Blasphemer Demos 92-95 (CD, 2001)

### Dominion
- Interface (CD, 1996)
- Blackout (CD, 1997)
- Threshold - a Retrospective (Compilation CD, 2006)